# Jogos Olímpicos de Inverno de 1956
Os Jogos Olímpicos de Inverno de 1956, oficialmente conhecidos como VII Jogos Olímpicos de Inverno, foram um evento multiesportivo realizados em Cortina d'Ampezzo, na Itália. Contou com a participação de 821 atletas de 32 países, competindo em 8 modalidades esportivas diferentes. Os jogos se realizaram de 26 de janeiro a 5 de fevereiro.

## Modalidades disputadas
- Bobsleigh
- Combinado nórdico
- Esqui alpino
- Esqui cross-country
- Salto de esqui
- Hóquei no gelo
- Patinação artística
- Patinação de velocidade

## Países participantes
Um total de 32 nações enviaram representantes para os Jogos. Bolívia, Irã e União Soviética participaram dos Jogos Olímpicos de Inverno pela primeira vez. Coreia do Sul, Liechtenstein e Turquia retornaram após a ausência nos Jogos Olímpicos de Inverno de 1952. Argentina, Dinamarca, Nova Zelândia e Portugal não participaram em 1956, apesar de terem competido em 1952. Atletas da Alemanha Oriental e da Alemanha Ocidental competiram com uma única delegação, conhecida como Equipe Alemã Unida.
Na lista abaixo, o número entre parênteses indica o número de atletas por cada nação nos Jogos:
- AUS Austrália (10)
- AUT Áustria (66)
- BEL Bélgica (6)
- BOL Bolívia (1)
- BUL Bulgária (7)
- CAN Canadá (37)
- TCH Checoslováquia (41)
- CHI Chile (4)
- KOR Coreia do Sul (4)
- EUA Equipe Alemã Unida (75)
- ESP Espanha (14)
- USA Estados Unidos (74)
- FIN Finlândia (34)
- FRA França (37)
- GBR Grã-Bretanha (45)
- GRE Grécia (3)
- HUN Hungria (2)
- IRI Irã (4)
- ISL Islândia (8)
- ITA Itália (79)
- YUG Iugoslávia (17)
- JPN Japão (10)
- LIB Líbano (3)
- LIE Liechtenstein (8)
- NOR Noruega (51)
- NED Países Baixos (8)
- POL Polônia (53)
- ROU Romênia (20)
- SWE Suécia (68)
- SUI Suíça (61)
- TUR Turquia (6)
- URS União Soviética (67)

## Quadro de medalhas
| Ordem | País                | Medalha de ouro | Medalha de prata | Medalha de bronze |    |
| ----- | ------------------- | --------------- | ---------------- | ----------------- | -- |
| 1     | URS União Soviética | 7               | 3                | 6                 | 16 |
| 2     | AUT Áustria         | 4               | 3                | 4                 | 11 |
| 3     | FIN Finlândia       | 3               | 3                | 1                 | 7  |
| 4     | SUI Suíça           | 3               | 2                | 1                 | 6  |
| 5     | SWE Suécia          | 2               | 4                | 4                 | 10 |

Fonte: Comitê Olímpico Internacional (Quadro de medalhas - Cortina d'Ampezzo 1956)